# Stemodia
Stemodia is een geslacht uit de weegbreefamilie (Plantaginaceae). Het bestaat uit ongeveer veertig soorten eenjarige en vaste planten en struiken. De soorten komen voor in de (sub)tropische en gematigde delen van continent, Afrika, op Madagaskar en in India.

## Soorten (selectie)
- Stemodia coahuilensis
- Stemodia debilis
- Stemodia durantifolia
- Stemodia flaccida
- Stemodia florulenta
- Stemodia glabella
- Stemodia grossa
- Stemodia kingii
- Stemodia lanata
- Stemodia lathraia
- Stemodia linophylla
- Stemodia lythrifolia
- Stemodia maritima
- Stemodia micrantha
- Stemodia pubescens
- Stemodia schottii
- Stemodia tephropelina
- Stemodia verticillata
- Stemodia viscosa

Acanthorrhinum · 
Achetaria · 
Adenosma · 
Albraunia · 
Amphianthus · 
Anarrhinum · 
Angelonia · 
Antirrhinum (Leeuwenbek) · 
Aragoa · 
Artanema · 
Asarina · 
Bacopa · 
Basistemon · 
Benjaminia · 
(Besseya) · 
Bougueria · 
Brookea · 
Bryodes · 
Bythophyton · 
Callitriche (Sterrenkroos) · 
Campylanthus · 
Chaenorhinum (Kierleeuwenbek) · 
Chelone (Schildpadbloem) · 
(Chionohebe) · 
Chionophila · 
(Cochlidiosperma) · 
Collinsia · 
(Conobea) · 
Cymbalaria · 
(Detzneria) · 
Digitalis (Vingerhoedskruid) · 
Dintera · 
Dizygostemon · 
Dopatrium · 
Ellisiophyllum · 
Encopella · 
Epixiphium · 
Erinus · 
Galvezia · 
Gambelia · 
Geochorda · 
Globularia (Kogelbloem) · 
Gratiola · 
Hebe · 
Hemiphragma · 
Herpestis · 
Hippuris · 
Holmgrenanthe · 
Holzneria · 
Howelliella · 
Hydrotriche · 
(Isoplexis) · 
Kashmiria · 
Keckiella · 
Kickxia (Stoppelleeuwenbek) · 
Lafuentea · 
Lagotis · 
Limnophila · 
Limosella · 
Linaria (Vlasleeuwenbek) · 
Littorella · 
Lophospermum · 
Mabrya · 
Maurandella · 
Maurandya · 
Mecardonia · 
Melosperma · 
Microcarpaea · 
Misopates · 
Mohavea · 
Monocardia · 
Monopera · 
Monttea · 
Neogaerrhinum · 
(Neopicrorhiza) · 
Nothochelone · 
Nuttallanthus · 
Otacanthus · 
Ourisia · 
Paederota · 
(Parahebe) · 
Penstemon (Penstemon) · 
Philcoxia · 
Picria · 
Picrorhiza · 
Plantago (Weegbree) · 
Poskea · 
Psammetes · 
Pseudorontium · 
Rhodochiton · 
Russelia · 
Sairocarpus · 
Schistophragma · 
Schweinfurthia · 
Scoparia · 
Scrofella · 
Sibthorpia · 
Stemodia · 
(Synthyris) · 
Tetranema · 
Tetraulacium · 
Tonella · 
Uroskinnera · 
Veronica (Ereprijs) · 
Veronicastrum · 
Wulfenia · 
Wulfeniopsis